# Каратманово
Каратманово (на македонска литературна норма: Каратманово) е село в централната част на Северна Македония, община Джумайлия (Лозово).

## География
Селото е разположено в областта Овче поле, на около 4 километра западно от общинския център Джумайлия (Лозово).

## История
През XIX век Каратманово е изцяло турско село в Щипска кааза, нахия Овче поле на Османската империя. Според статистиката на Васил Кънчов („Македония. Етнография и статистика“) от 1900 година селото има 475 жители, всички турци.
След Междусъюзническата война в 1913 година селото попада в Сърбия.
Според Димитър Гаджанов в 1916 година в Каратман живеят 140 турци.
На етническата си карта от 1927 година Леонард Шулце Йена показва Кара Османли (Kara-Osmanli) като турско село.
В 1994 година митрополит Михаил Повардарски полага темелния камък на селската църква „Покров Богородичен“. На 24 юли 2005 година църква е осветена от администратора на Повардарска епархия митрополит Тимотей Дебърско-Кичевски.
| Години | Македонци | Албанци | Турци | Роми | Власи | Сърби | Бошняци | Други | Общо |
| ------ | --------- | ------- | ----- | ---- | ----- | ----- | ------- | ----- | ---- |
| 1948   | —         | —       | —     | —    | —     | —     | —       | —     | 701  |
| 1953   | —         | —       | 765   | —    | —     | —     | ...     | 1     | 766  |
| 1961   | 535       | 4       | 76    | ...  | ...   | 2     | ...     | 2     | 619  |
| 1971   | 554       | —       | 17    | —    | ...   | —     | ...     | —     | 571  |
| 1981   | 560       | —       | 13    | —    | —     | —     | ...     | 1     | 574  |
| 1991   | 520       | —       | 4     | —    | —     | —     | ...     | —     | 524  |
| 1994   | 464       | —       | 5     | —    | —     | —     | ...     | —     | 469  |
| 2002   | 515       | —       | 5     | —    | —     | —     | —       | —     | 520  |